# فرودگاه گوئلف
فرودگاه گوئلف (به انگلیسی: Guelph Airport) یک فرودگاه همگانی باربری است که یک باند فرود آسفالت دارد و طول باند آن ۶۴۰ متر است. این فرودگاه در کشور کانادا قرار دارد و در ارتفاع ۳۳۵ متری از سطح دریا واقع شده است.